# Johan Halvorsen
Pour les articles homonymes, voir Halvorsen.
Johan August Halvorsen est un compositeur, chef d'orchestre et violoniste norvégien, né à Drammen le 15 mars 1864 et mort à Oslo le 4 décembre 1935.

## Biographie
Depuis son très jeune âge il s'avère être un violoniste plein de talent et il devient rapidement une personnalité prééminente de la vie musicale en Norvège.
Il étudie la musique à  Kristiania, l'actuelle Oslo, et à Stockholm. À Bergen, il devient premier violon (concertmaster) avant de rejoindre l'orchestre du Gewandhaus de Leipzig. Ainsi commencent huit années d'étude et de travail à l'étranger, entre autres comme premier violon à Aberdeen, puis comme professeur de musique à Helsinki ou il est en contact régulier avec Ferruccio Busoni, qui l'encourage à faire ces premières compositions. Finalement de nouveau comme étudiant, à Saint-Pétersbourg avec Leopold Auer, à Berlin et à Liège avec César Thomson.
De retour, en 1883, en Norvège, il travaille à Bergen comme chef d'orchestre de l'orchestre du théâtre Den Nationale Scene et de l'orchestre philharmonique. En 1885, il devient premier violon de cet orchestre et en 1893 il y est nommé comme premier chef d'orchestre. En 1899 il est nommé comme chef de l'orchestre du nouveau théâtre national à Kristiania, fonction qu'il exerce pendant 30 ans jusqu'à sa retraite en 1929.
Halvorsen exécute de la musique pour le théâtre et des représentations de plus de 30 opéras.
Il est enterré au cimetière de Notre-Sauveur, à Oslo.
Il est le père de Stein Grieg Halvorsen, né de son union avec Nina Grieg, nièce du pianiste Edvard Grieg (à ne pas confondre avec Nina Hagerup Grieg).

## Œuvres
Il est l'auteur de la musique de circonstance pour une trentaine de pièces de théâtre. Ce n'est qu'après sa retraite qu'il trouve le temps de se consacrer à la composition de ses trois symphonies et de deux rhapsodies norvégiennes bien connues. Ses compositions portent clairement les caractéristiques de la tradition romantique nationale dont Edvard Grieg est le grand exemple, bien que le style de Halvorsen se distingue par sa brillante orchestration. Il orchestre plusieurs œuvres de Grieg, parmi lesquelles la marche funèbre qui est jouée lors de l'enterrement de Grieg.
Ses deux œuvres qui de nos jours sont les plus connues sont la Bojarenes inntogsmarsj (Marche des Boyars), Bergensiana et sa Passacaglia sur un thème de Haendel, pour violon et alto.